# Rotoscope (singolo)
Rotoscope è un singolo del gruppo musicale canadese Spiritbox, pubblicato il 22 giugno 2022.

## Descrizione
Il brano è stato registrato nell'aprile 2022 e presenta sonorità che si discostano da quelle presentate dagli Spiritbox nell'album di debutto Eternal Blue, meno aggressive e con maggiori influenze provenienti dal rock alternativo, dall'industrial e dall'elettronica. Riguardo alla composizione e alla scelta stilistica, il polistrumentista Mike Stringer ha aggiunto:

## Promozione
Rotoscope è stato distribuito a sorpresa nel giugno 2022 in formato vinile 10" e digitale, accompagnato in entrambe le edizioni dalle b-side Sew Me Up e Hysteria.

## Video musicale
Il video, diretto da Max Moore, è stato reso disponibile in contemporanea al lancio del singolo attraverso il canale YouTube del gruppo.

## Tracce
Testi di Courtney LaPlante, musiche degli Spiritbox e di Daniel Braunstein.
1. Rotoscope – 3:39
2. Sew Me Up – 3:31
3. Hysteria – 3:44

## Formazione
Gruppo
- Courtney LaPlante – voce
- Michael Stringer – chitarra, basso, batteria, cori, coproduzione

Produzione
- Daniel Braunstein – produzione, ingegneria del suono, missaggio

## Classifiche
| Classifica (2022)       | Posizione massima |
| ----------------------- | ----------------- |
| Regno Unito             | 48                |
| Stati Uniti (hard rock) | 17                |